# Форт Апачі (фільм)
«Форт Апачі» (англ. Fort Apache) — вестерн режисера Джона Форда, який вийшов на екрани в 1948 році. Стрічку знято за мотивами твору Джеймса Уорнера Белли «Бійня». Це перший фільм з так званої «кавалерійської» трилогії Форда, інші Вона носила жовту пов'язку (1949) і Ріо Гранде (1950), в яких йому незмінно «асистував» актор Джон Уейн. Цей творчий дует заклав основи так званого «класичного американського вестерна». Картина отримала призи за кращу режисуру і кращу операторську роботу (в чорно-білому фільмі) на кінофестивалі в Локарно, а також номінувалася на премію Гільдії сценаристів США за кращий сценарій до американського вестерну. Крім чорно-білої, існує і кольорова версія фільму.

## Сюжет
Як не дивно, найчастіше історія запам'ятовує не гідних людей, вірних боргу і честі, а відчайдухів, які в ім'я власної слави ризикують собою і всіма навколо. Полковник Терсді прийняв командування фортом Апачі — мабуть, найостаннішою «дірою» на фронтирі. Тут доводиться битися ні з великими племенами на кшталт сіу або шайеннов, а всього лише приборкувати залишки апачів, яких і так вже майже всіх загнали в резервації. Хіба тут знайдеш славу і доблесть? Але хто шукає, той знайде. Виявляється, апачі зовсім навіть не зломлений народ. Серед них теж є великі вожді, наприклад, Кочіс, про яких шумить преса. І це необхідно використовувати. Посланий на переговори з індійськими вождями капітан Йорк дав їм своє слово, що якщо плем'я повернеться з Мексики на територію США, з індіанцями будуть говорити тільки про мирне співіснування. Звідки він міг знати, що у полковника на цей рахунок абсолютно інша думка і далекоглядні плани. Так, Терсді готовий говорити з індіанцями, але не готовий їх поважати. Готовий загинути в бою проти апачів, але при цьому урвати від них шматочок слави. Готовий заради власних амбіцій втратити практично весь полк. Хто через час згадає про солдатів і офіцерів, які виконали свій обов'язок та загибли в божевільної атаці на багаторазово переважаючі сили індіанців? Зате полковник, повівши їх у цю бійню, залишиться національним героєм. Такі закони історії.

## В ролях
- Джон Вейн — капітан Кірбі Йорк
- Генрі Фонда — полковник Оуен Терсді
- Ширлі Темпл — Філадельфія Терсді
- Джон Агар — лейтенант Майкл Шеннон О'Рурк
- Педро Армендаріс — сержант Бьюфорт
- Ворд Бонд — старший сержант Майкл О'Рурк
- Джордж О'Брайен — капітан Сем Коллінвуд
- Віктор МакЛаглен — сержант Фестус Малкехі
- Анна Лі — міс Емілі Коллінвуд
- Ірен Річ — Мері О'Рурк
- Мовити Кастанеда — Гваделупа
- Грант Уітерс — Сілас Мікем